# Darshana-upanishad
Darshana Upanishad (en sánscrito: दर्शन उपनिषत्, Darśana Upaniṣad) o Yoga Darshana Upanishad es un Upanishad menor del hinduismo creado entre los siglos I a. C. y III d. C. Escrito en sánscrito, es clasificado como uno de los 20 Upanishads de yoga en los cuatro Vedas.  Es considerado como uno de los 16 Upanishads más antiguos y la base para la filosofía hindú.
El texto presenta al yoga de manera similar al estilo de los Yoga-sutra de Patañjali en ocho etapas yóguicas ascendentes y secuenciales. A diferencia de los Yoga-sutra, el Darshana Upanishad incluye conceptos de kundalini como los nāḍī y la interacción entre las āsana y los prāṇāyāma. El objetivo final del yoga, afirma el Upanishad, es el autoconocimiento y la realización de la identidad del alma (Atman) con la realidad universal (Brahman).
Junto al Chudamani Upanishad, el Yogashikha Upanishad y el Shandilya Upanishad, es uno de los cuatro Upanishads que abordan los chakras. En estos textos, se describe la ubicación de los centros energéticos y se describen de manera simbólica.

## Contenido
El Darśana Upaniṣad consta de diez capítulos (khanda) y 209 versos (shloka). El contenido del libro se desarrolla en la forma de un diálogo entre Bhagavan Dattatreya (una encarnación de Vishnu) y su discípulo Sankriti. El libro se estructura de la siguiente manera:
- Versos preliminares
- Primer khanda: 25 shlokas, describe las restricciones (yamas)[9]
- Segundo khanda: 16 shlokas, brinda una lista de disciplinas (niyama)[9]

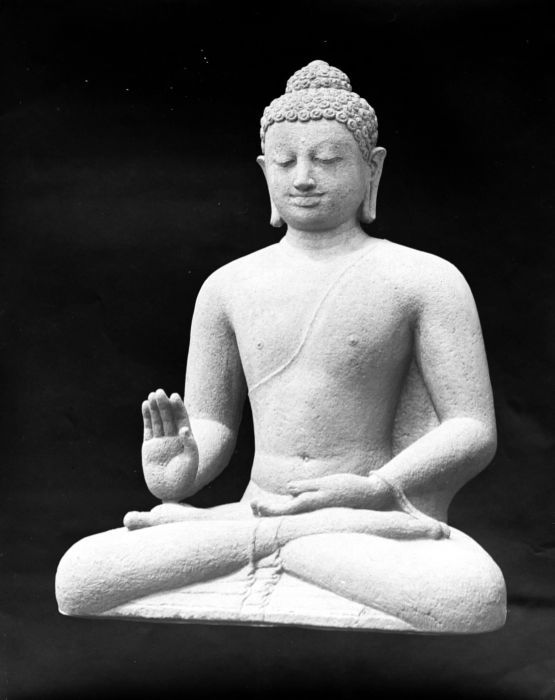
Escultura de Buda en Padmasana (posición de flor de loto), una de las asanas descritas en el libro. Las manos se encuentran en Abhaya mudra.

- Escultura de Buda en Padmasana (posición de flor de loto), una de las asanas descritas en el libro. Las manos se encuentran en Abhaya mudra.Tercer khanda: 13 shlokas, describe una cantidad de asanas simples[9]
- Cuarto khanda: 63 shlokas , se describe el sistema de canales energéticos en el cuerpo (nadi y prana)[9]
- Quinto khanda : 14 shlokas, es una extensión del khanda anterior y exponer sobre cómo purificar los nadis[10]
- Sexto khanda : 51 shlokas , se expone una teoría general del control de la respiración (pranayama)[10]
- Séptimo khanda: 14 shlokas, trata sobre la educación y aislamiento de los sentidos (pratyahara)[10]
- Octavo khanda: 9 shlokas, expone sobre cómo fijar la atención en un solo punto (dharana)[10]
- Noveno khanda: 6 shlokas, trata brevemente sobre la meditación profunda (dhyana)[10]
- Décimo khanda : 12 shlokas, es la conclusión precedida por un elogio a la unión con lo Absoluto (samadhi)[10]
- Versos finales

En el primer khanda, Bhagavan Dattatreya inicia explicándole a su discípulo sobre los 8 ramas del yoga: yama, niyama, asana, pranayama, prathyhara, dharana, dhyana y samadhi. Asimismo, enumera también los diez tipos de restricciones o yamas: ahiṃsā (no violencia), satya (verdad), brahmacharya (ascetismo), daya (compasión), arjava (sinceridad, franqueza y no hipocresía), asteya (no robar en acto, palabra o pensamiento), kṣamā (perdón), dhrti (firmeza, determinación, constancia), mitāhāra (moderación en la alimentación) y saucha (pureza en la mente, palabra y el cuerpo). Sobre el ahiṃsā, los shloka 7 y 8 exponen:

वेदोक्तेन प्रकारेण विना सत्यं तपोधन । कायेन मनसा वाचा हिंसाऽहिंसा न चान्यथा ॥

 आत्मा सर्वगतोऽच्छेद्यो न ग्राह्य इति मे मतिः । स चाहिंसा वरा प्रोक्ता मुने वेदान्तवेदिभिः ॥
No causar daño a nadie en acto, palabra o pensamiento, es ahiṃsā, según el veda, pues ātman (esencia o alma) está presente en todo, inaccesible a los sentidos, en todos los seres.

Reconocer a ātman en todo es el ahiṃsā verdadero, como afirman los sabios.
Primer khanda: shloka 7 y 8.
Darshana Upanishad

En el tercer khanda, las nueve asanas mencionadas son las siguientes: Svastikasana, Gomukhasana, Padmasana, Virasana, Simhasana, Baddha konasana, Muktasana, Mayurasana y Sukhasana.

## Otros nombres
El Darshana Upanishad también es conocido como Shri Jabala Darshana Upanishad, Darśanopaniṣad, Jabala Darshana Upanishad y Yoga Darshana Upanishad.